# 母 (1926年の映画)

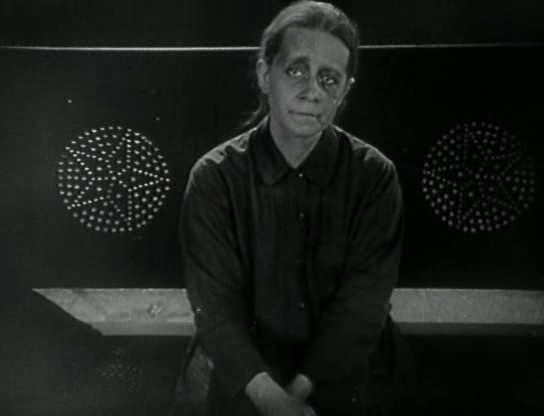
裁判シーンのヴェラ・バラノフスカヤ

『母』（はは、露: Мать、ラテン語表記：Mat）は、1926年に制作されたソビエト連邦のモノクロサイレント映画で、監督はフセヴォロド・プドフキン。ロシア第一革命時、ツァーリ支配に抵抗した一人の女性を描く。『聖ペテルブルクの最後』（1927年）、『アジアの嵐』（1928年）へと続くプドフキンの「革命三部作」の第1作。
エイゼンシュタインの「戦艦ポチョムキン」、ドヴジェンコの「大地」とともに、ソビエト・サイレント映画の三大名作の一つと言われている。

## あらすじ
帝政ロシア期、ペラゲーヤには飲んだくれの夫ウラーソフと、真面目な息子パーベルがいた。息子は労働者運動に身を投じ、一方、夫はそれに敵対するスト破りの仲間に入る。ある日、工場で両者は衝突、ウラーソフは射たれて死んでしまう。自宅に武器を隠し持っていたという理由でバーベルが逮捕される。茶番のような裁判の末、息子は懲役刑に処せられる。母親は現実を学び、革命運動に参加。数百人のデモ隊と一緒に刑務所に押し寄せる。囚人たちが解放され、母子は再会するが、皇帝軍の鎮圧によって母子とも殺されてしまう。

## キャスト
- ペラゲーヤ・ニーロヴナ・ヴラソワ - 母：ヴェラ・バラノフスカヤ
- パーベル・ヴラソフ - 息子：ニコライ・バターロフ（英語版）
- ミハイル・ヴラソフ - 夫：アレクサンドル・チスチャコフ
- アンナ - 息子の恋人：アンナ・ゼムツォワ
- ヴェソフチチニコフ - 息子の友人：イワン・コヴァル＝サンビルスキー
- 警官：フセヴォロド・プドフキン

## スタッフ
- 監督：フセヴォロド・プドフキン
- 脚色：ナターン・ザルヒ
- 原作：マクシム・ゴーリキー　小説『母』（1906年）
- 製作：メジュラブ・ルーシ モス・フィルム
- 撮影：アナトリー・ゴロブニヤ（英語版）
- 美術：セルゲイ・コズロフスキー
- 音楽：ダヴィド・ブロク (1935年版)、ティホン・フレンニコフ (1970年版)

## エピソード
- プドフキンはその著書『プドフキン映画創作論』『プドフキン映画俳優論』の中でこう書いている。「私は初期の作品『母』において、観客に感動を与えようと試みた。俳優の心理的な演技ではなく、編集でプラスチックを統合することによって」[5]

## 評価
- 映画監督グリゴリー・ロッシャリーはプドブキンの革新的なスタイルを称賛している。「映画のモンタージュを用いて性格描写を生み出すというアイディアを導入したはじめてのもの。ディケンズが小説でやったことを、彼は映画でやってしまった」[6]
- 1958年10月のブリュッセル万国博覧会国際優秀映画祭のためのベルギー王立シネマテーク主催の映画史上のベストテンでは8位。

## 公開
日本では「戦艦ポチョムキン」ともども、戦前には輸入を禁止されていた。
1935年、ダヴィド・ブロク作曲によるサウンド版が完成。
1968年、モスフィルムによって復元が行われ、新たにティホン・フレンニコフの音楽が加えられた。
日本では、この復元版が1970年に初公開された。